# 益智仁

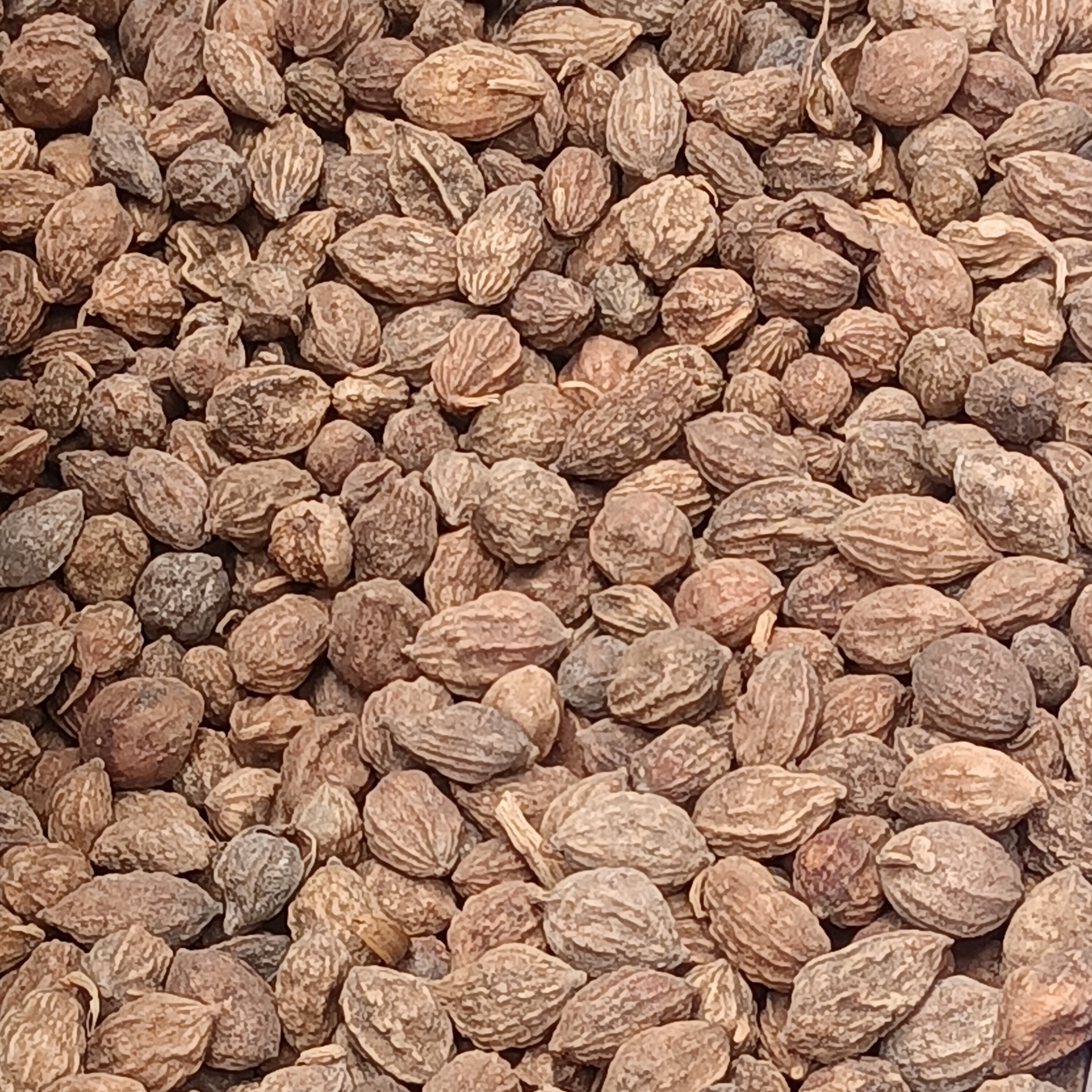
市场上出售的益智仁干果实

益智仁为薑科植物的干燥成熟果实，夏、秋间果实由绿变红时采收。益智仁含挥發油，挥發油主要的成分为桉油精(Eucalyptol)、薑烯(Zingiberene)、薑醇(Zinginerol)等倍半萜类，含丰富的维生素B、维生素C，以及微量的锰、锌、钾、钠、钙、镁、磷、铁、铜等元素。現代藥理顯示益智仁具健胃、抗利尿、強心、抑制前列腺素及對抗子宮收縮之能力，常用於治療腹瀉、遺尿、流產及習慣性流產等。益智仁主产于海南岛山区及广东雷州半岛、广西等地區。

## 主治
主治脾寒泄泻，腹中冷痛，口多唾涎，肾虚遗尿，小便频数，遗精白浊。

## 特徵
果实椭圆形，两端略尖；表面呈棕色或灰棕色，果实薄而较韧。种子呈不规则的扁圆形，直径约3毫米，表面呈灰褐色或灰黄色。有特异香气，味辛，微苦。

## 延伸阅读
[在维基数据编辑]
 《欽定古今圖書集成·博物彙編·草木典·益智子部》，出自陈梦雷《古今圖書集成》

## 外部連結
- . 藥用植物圖像數據庫 (香港浸會大學中醫藥學院).   [2011-12-01]. （原始内容存档于2019-08-31）.
- . 中藥標本數據庫 (香港浸會大學中醫藥學院).   [2011-12-01]. （原始内容存档于2019-08-31）.